# 丁里
丁里（1916年—1994年11月25日），原名贾克威，笔名卓尔、米山、牧野等，山东济南人，中国戏剧家、话剧导演、演员。